# 文化 (2ちゃんねる・5ちゃんねるカテゴリ)
文化（ぶんか）は、匿名掲示板2ちゃんねる（2ちゃんねる (2ch.net)、2ちゃんねる (2ch.sc)、5ちゃんねる）のカテゴリの1つである。映画などの文化に関する板をまとめている。

## 沿革
- 1999年6月27日、創作文芸詩板を新設。
- 7月、映画一般・8mm板（当時は映画・8mm板）、オカルト板、特撮!板を新設。
- 7月22日、占い板を新設。
- 12月12日、演劇・役者板を新設。
- 2000年2月6日、創作文芸詩板を創作文芸板に板名変更。詩・ポエム板を新設。
- 2月8日、神社・仏閣板（当時は寺社仏閣・京都板）を新設。
- 8月17日、美術鑑賞板を新設。
- 11月5日、占術理論実践板を新設。
- 2001年1月11日、伝統芸能板を新設。
- 1月24日、宝塚・四季板を新設。
- 2002年4月16日、映画作品・人板を新設。
- 2003年10月16日、懐かし邦画板を新設。
- 2004年8月11日 サブカル板を新設。
- 12月27日、懐かし洋画板を新設。
- 12月28日、万博・地方博板（当時は万博板）、昭和特撮板を新設。
- 2005年7月31日、世界遺産板を新設。
- 2006年2月22日、演劇・役者板を演劇・舞台役者板に板名変更。
- 2007年9月12日、超能力板を新設。
- 2008年8月27日、創作発表板を新設。
- 12月10日、名言・格言板、皇室・王侯貴族板を新設。
- 2014年6月23日、スピリチュアル板を新設。
- 7月5日、創作怪談板、サイバーパンク板を新設。

## 掲示板
29個の板からなる。（2023年5月現在）

### 万博・地方博板
万国博覧会・地方博覧会に関する話題を扱う板。

### サブカル板
サブカルチャーに関する話題を扱う板。

### 創作文芸板
文章の創作や創作自体の議論をするための板。

### 創作発表板
基本的に創作および感想をメインとしている板であり、エロ・18禁を除いて、創作ジャンルは問われない。正式名称は「創作発表＠2ch掲示板」である。創発、創発板と略す事もある。
その多くは小説やSSなどであるが、二次創作やショートショート、台詞系や新ジャンルなどの文章的な創作物の他にも、料理、イラスト、漫画、3DCGなどの専用スレも存在し、板がカバーするジャンルの広さを示している。
創作者が集まる企画も散見される。オリジナル・バトルロワイヤルやパロディ・バトルロワイヤルなどの通称「ロワ系」の創作小説企画のスレが数十スレほど存在している。ゲーム制作企画も少数ながら存在している。

### 詩・ポエム板
詩の投稿やそれに対する批評を行ったり、詩についての議論や歌の歌詞などの観賞等詩に関するあらゆる物を取り扱う。創作文芸詩板の分割により新設された。最近詩文学板が出来たため、創作は詩・ポエム、詩人など学術的な話は詩文学という住み分けが行われている。

### 名言・格言板
名言・格言に関する話題を扱う板。

### 映画一般・8mm板
映画のジャンル、評論家など映画周辺の話題や8ミリビデオ映画など自主制作映画に関する話題を扱う板。

### 映画作品・人板
映画作品や映画監督に関する話題を扱う板。映画、8mm板の分割により新設された。

### 懐かし邦画板
古い邦画に関する話題を扱う板。

### 懐かし洋画板
古い洋画に関する話題を扱う板。

### オカルト板
心霊現象、怪談から、超常現象、未確認飛行物体（UFO）、都市伝説、ネッシーなど未確認動物（UMA）と言ったお馴染みの物から、魔術、超科学、神秘学、超古代文明、果ては呪詛や秘密結社などを語る板である。正式名称は「オカルト超常現象＠2ch掲示板　　　オカルト太郎」で通称「オカ板」。

「ひとりかくれんぼ」「きさらぎ駅」「八尺様」「巨頭オ」「コトリバコ」「アクロバティックサラサラ」などインターネット上で有名になった数々の怖い話の発祥地であるほか、伝説のスレとも言われている「手淫中に幽霊が出た訳なんだが」や「本当に危ないところを見つけてしまった」が生まれた場所でもある。

### 創作怪談板
怪談の創作を楽しむための板。

### 超能力板
超能力に関する話題を扱う板。

### 特撮！板
基本的に最近制作された特撮ヒーロー番組や特撮怪獣映画等について語る板であり、主に人気があるのは『ウルトラシリーズ』、『仮面ライダーシリーズ』、『スーパー戦隊シリーズ』である。板の名称に「!」がついている理由は不明。
『メタルヒーローシリーズ』、『東映不思議コメディーシリーズ』、『ゴジラシリーズ』、『ガメラシリーズ』は比較的過去に話題となった作品は昭和特撮板に立てられている。名無しの由来は『ウルトラセブン』第12話（欠番）「遊星より愛をこめて」からである。

### 昭和特撮板
昭和特撮板では主に昭和期の特撮作品やそれに関する事象全般を扱う。

2004年12月28日に批判要望板のスレ「新板をねだるスレ」での要望（「◆新板をねだるスレ@運用情報◆12」の532レス目を参照）を受け入れる形で「懐かし特撮板」の仮称で開設された。特撮！板からの分割ではないため特撮!板との使い分けルールを一切定めないまま開設され、特撮!板は当板とは関係無しに各種スレを展開できることが正式のルールとして表記されることになった。このような経緯から特に『ウルトラシリーズ』、『仮面ライダーシリーズ』、『スーパー戦隊シリーズ』などといったメジャーな作品の場合は、スレが2つの板にまたがって立てられていることが多い。

### 演劇・舞台役者板
演劇に関する話題を扱う板。通称「演劇板」。

### 宝塚・四季板
宝塚歌劇団、劇団四季に関する話題を扱う板。

### 占い板
占いに関する話題を扱う板。以前は「占い性格診断板」という名前であった。正式名称は「占い（現実の○○は□□は占いじゃないです。。。）＠2ch掲示板」。
この板で主に血液型占い、六星占術、星座占いような占いが扱われる。ローカルルールでは特定の血液型や星座への誹謗中傷のほか、そのような荒らし行為を行った者の血液型や星座が何かを決め付ける行為も禁止されている。また赤い太字で「荒らし・煽りは無視してください。」と強調されている。

### 占術理論実践板
占いの方法論と占い業界に関する話題を扱う板。

### 神社・仏閣板
神社、仏閣に関する話題を扱う板。伝統的な神道・仏教についてのやりとりもなされる。神職や僧侶・氏子や檀家を取り巻く事情の他、神仏のご利益や正しい祀り方なども話題に登る。ダム・河川板が出来るまでは「釣りスレ」の名所でもあり、釣られた人は煩悩を除去する意味で「お参りレス」をしていくという文化もあった。
日蓮系在家仏教団体の創価学会については創価・公明板で取り扱う。

### 美術鑑賞板
美術館など美術鑑賞に関する話題を扱う板。

### 伝統芸能板
能、歌舞伎、落語など伝統芸能に関する話題を扱う板。

### 世界遺産板
世界遺産に関する話題を扱う板。

### サイバーパンク板
サイバーパンクに関する話題を扱う板。

### 皇室・王侯貴族板
君主・皇室・王室・貴族に関する話題を扱う板。

### スピリチュアル板
スピリチュアルに関する話題を扱う板。

#### 歴史
2014年6月23日、占術理論実践板のローカルルール改正により占術理論実践板にスピリチュアル関連のスレッドを立てられなくなったため、板住民の要望により設置された。しかし、設立時に流行していたラブライブ!のスレが乱立して、ローカルルールにも「漫画・アニメ・ゲームの話題は板違い」と明記されたのだが状況が全く変わらず、管理人のJimが激怒。また、嫌儲板のラブライブ!スレ（ラブライブ!本スレは声優総合板にあるが、嫌儲板のスレの方が書き込み数が多くJimは、そちらを本スレとみなしたらしい）の住民が隔離板設置を推し進めたため、7月14日に2ちゃんねる上では4作品目の作品単独板「ラブライブ!板」が設置された。